# (15129) Sparks
(15129) Sparks (2000 ET47) – planetoida z pasa głównego asteroid okrążająca Słońce w ciągu 3,7 lat w średniej odległości 2,39 j.a. Odkryta 9 marca 2000 roku.